# ویرجین رکوردز
ویرجین رکوردز (به انگلیسی: Virgin Records) یک شرکت بریتانیایی ناشر موسیقی است که در سال ۱۹۷۲ بنیان‌گذاشته شد.